# Ottavio Rolle
Ottavio Rolle (Lanzo Torinese, 18 marzo 1893 – Torino, 11 ottobre 1958) è stato un generale italiano, veterano della prima guerra mondiale e poi particolarmente distintosi in ambito coloniale in Somalia, Cirenaica e Africa Orientale Italiana. Insignito della Croce di Cavaliere dell'Ordine militare di Savoia e di due Medaglie d'argento e tra di bronzo al valor militare.

## Biografia
Nacque a Lanzo Torinese il 18 marzo 1893. All'atto dell'entrata in guerra del Regno d'Italia, avvenuta il 24 maggio 1915, si arruolò volontario nel Regio Esercito come soldato semplice, venendo assegnato al 3º Reggimento del corpo degli alpini. Distintosi come portaordini, e nella conquista del Monte Nero, nel corso del 1915 divenne Aspirante ufficiale di complemento, rimanendo ferito sul Monte Vodil. Promosso tenente il 31 agosto 1916, entrò in servizio permanente effettivo il 14 settembre dello stesso anno, e tra l'11 e il 12 dicembre 1917 al comando di due plotoni partecipò alla riconquista dell'importante posizione sul Ponte di Salton, e poi nel recuperare due pezzi di artiglieria che stavano per essere catturati dal nemico sul Monte Spinoncia, respingendo gli attacchi.
Il 21 maggio 1918, capitano del 30º Reparto d'assalto della 50ª Divisione si distinse nel portare a termine con successo un attacco contro il presidio nemico sul Monte Spinoncia. Il 18 luglio, rimasto ferito durante un assalto, difese strenuamente la posizione conquistata sul Monte Solarolo.
La fine della guerra lo vide capitano in servizio al Battaglione alpini "Vicenza", ferito sette volte, con gambe fracassate e polmoni trapassati, e decorato con due Medaglie d'argento e due di bronzo al valor militare. Entranto poi in servizio permanente effettivo, nel 1926 chiese, ed ottenne, di essere assegnato al Regio corpo truppe coloniali della Somalia italiana, partendo per la Colonia. Nel 1927 si distinse durante le operazioni che portarono alla definitiva sottomissione della regione della Migiurtinia. 
Divenuto comandante del 16º Battaglione eritreo, con il grado di maggiore, nel 1929 partì per la Cirenaica dove assunse il comando del 10º Battaglione libico. Prese parte alle operazioni per la riconquista della Colonia, distinguendosi il 16 aprile caricando alla baionetta i ribelli libici che assediavano un presidio italiano, venendo decorato di Medaglia di bronzo al valor militare. Nel 1931 comandò una colonna che trasportava gli indispensabili rifornimenti per la conquista dell'oasi di Cufra. Nominato successivamente governatore militare della Regione di Cufra, si adoperò attivamente per migliorare le condizioni di vita della popolazione.
Nel 1932 operò nell'assistere il celebre esploratore ungherese László Almásy, che era rimasto isolato a sud del Gilf Kebir, e nel mese di novembre dello stesso anno partì da Cufra eseguendo la rilevazione del territorio fino al confine con l'Egitto, completando poi quella del versante occidentale del Gilf Kebir. Nel 1934 partecipò all'esplorazione del Tibesti settentrionale sotto la guida del cognato, professor Umberto Monterin. Ritornò in Somalia nel 1935 con il grado di tenente colonnello, organizzando il "Gruppo Bande Rolle" che ricevette l'incarico di contrastare la guerriglia operante sull'altopiano del Giuma. Prese parte alla guerra d'Etiopia e successivamente alle operazioni di controguerriglia. Nel 1938, al comando del generale Ettore Galliani, partecipò alle operazioni contro il capo etiopico Abebe Aregai, venendo promosso tenente colonnello per meriti di guerra. Il 29 marzo 1940 fu insignito della Croce di Cavaliere dell'Ordine militare di Savoia.
Dopo l'entrata in guerra del Regno d'Italia, avvenuta il 10 giugno, il suo Gruppo Bande venne destinato al ruolo di riserva generale a Ghimbi, nel distretto militare meridionale dell'Africa Orientale Italiana. Nell'ottobre successivo, al comando del suo reparto, penetrò profondamente nel Sudan inglese al fine di intercettare le carovane di rifornimenti dirette dal Forte di Roseires ai partigiani etiopici al comando di Taffere Zelleché che operavano nella regione del Goggiam. Oltrepassato il confine il 15 ottobre penetrò in territorio nemico al comando di 1.300 uomini, giungendo fino a 15 km dal forte di Roseires. Rientrato in territorio italiano, partecipò alla battaglia di Cheren, e poi si arrese insieme al Viceré Amedeo d'Aosta sull'Amba Alagi. Divenuto prigioniero di guerra, fu trasferito in Kenya rimanendovi per i successivi cinque anni. Reintrato in Patria fu promosso generale di brigata, e si spense presso l'ospedale delle Molinette a Torino l'11 ottobre 1958. Il suo comune natale gli ha intitolato una piazza.

### Annotazioni
1. ↑  Almásy ricordò la figura di Rolle nel suo libro Sahara Sconosciuto (Unbekannte Sahara). Il personaggio di Rolle appare anche nel libro di Richard Bermann Zarzura. Die Oase der kleinen Vögel (Zerzura. L'Oasi dei Piccoli Uccelli) finora mai tradotto in lingua italiana.

### Fonti
1. 1 2  Bianchi 2012, p. 221.
2. 1 2 3 4 5 6 7 8 9  Bianchi 2012, p. 222.
3. 1 2 3 4 5 6 7 8 9 10 11 12 13  Menardi Noguera, Minozzi, Soffiantini 2008, p. 59.
4. ↑   Bollettino ufficiale delle nomine, promozioni e destinazioni negli ufficiali e sottufficiali del R. esercito italiano e nel personale dell'amministrazione militare, 1915,  p. 2531. URL consultato l'11 febbraio 2020.
5. 1 2 3 4 5 6 7  Menardi Noguera, Minozzi, Soffiantini 2008, p. 60.
6. ↑  Sito web del Quirinale: dettaglio decorato.
7. ↑  Gazzetta Ufficiale del Regno d'Italia n.103 del 1 maggio 1934, pag.2188.
8. ↑  Supplemento Ordinario alla Gazzetta Ufficiale del Regno d'Italia n.230 del 2 ottobre 1939, pag.34.
9. ↑  Bollettino Ufficiale 1 giugno 1917, dispensa 40ª, pag. 8599.
10. ↑  Bollettino Ufficiale 7 luglio 1938, dispensa 39ª, pag. 3705, registrato alla Corte dei Conti addì 21 giugno 1938, registro n.17, foglio 204.